# Fyrprickig dyngbagge
Fyrprickig dyngbagge (Aphodius quadrimaculatus) är en skalbaggsart som först beskrevs av Carl von Linné 1761.  Fyrprickig dyngbagge ingår i släktet Aphodius, och familjen bladhorningar. Arten har ej påträffats i Sverige.